# 石平信司
石平信司，為日本動畫導演、演出家。另有筆名浪速勉

## 参加作品

### 電視動畫
- 銀河鐵道物語（2003年、分鏡）
- 女孩萬歲 first season（2004年、分鏡）
- 熱拳本色（2004年、分鏡・演出・原畫）
- 殺人科 BURN-UP SCRAMBLE（2004年、分鏡）
- 最遊記RELOAD GUNLOCK（2004年、分鏡）
- 筋肉人二世 ULTIMATE MUSCLE（2004年、分鏡）
- 異域傳說 THE ANIMATION（2005年、分鏡）
- 新譯 戰國英雄傳說 真田十勇士（2005年、分鏡）
- Keroro軍曹 第2、3、4、5、6輯（2005年-2009年、分鏡）
- 極速攝殺（2005年、分鏡）
- 甲賀忍法帖（2009年、演出）
- 筋肉人二世 ULTIMATE MUSCLE2（2006年、分鏡）
- 櫻蘭高校男公關部（2006年、分鏡）
- 童話劍俠小紅帽（2006年-2007年、分鏡）
- 陰守忍者（2006年、分鏡）
- TSUBASA翼II（2006年、分鏡）
- 黑騎士 第1季（2006年、分鏡）
- 內閣權力犯罪強制取締官 財前丈太郎（2006年、分鏡）
- 天保異聞 妖奇士（2006年-2007年、分鏡・演出）
- TOKKO 特公（2006年、分鏡）
- 飛天小女警Z（2006年、分鏡）
- Yes! 光之美少女5（2007年-2008年、分鏡）
- 忍者少女（2007年、分鏡）
- 黑騎士 第2季（2007年、分鏡）
- 藍龍（2007年-2009年、分鏡）
- REIDEEN（2007年、分鏡）
- 戀愛情結（2007年、分鏡）
- 東京魔人學園劍風帖 龍龍（2007年、導演）
- 初音島II 第1季（2007年、分鏡）
- DARKER THAN BLACK -黑之契約者-（2007年、分鏡）
- Yes!光之美少女5GoGo!（2008年-2009年、分鏡）
- SOUL EATER 噬魂者（2008年-2009年、分鏡・演出）
- 幻影少年（2008年、分鏡）
- 小雙俠（第2代）（2008年-2009年、分鏡）
- 鋼之鍊金術師 FULLMETAL ALCHEMIST（2009年、分鏡）
- FRESH光之美少女！（2009年、演出）
- FAIRY TAIL（2009年、導演、分鏡、OP1, 7-12分鏡、ED1-12分鏡）[2]
- HEROMAN（2010年、分鏡）
- 絕園的暴風雨（2012年、分鏡）
- Little Busters!（2012年、分鏡）
- 伽利略少女（2013年、分鏡）
- 記錄的地平線（2013年、導演）[3]
- 噬魂者NOT！（2014年、分鏡）
- FAIRY TAIL 新系列（2014年、導演、分鏡、演出、OP1-4, 8分鏡、OP8演出、ED1-5, 8分鏡、ED4-5, 8演出）
- 七大罪（2015年、分鏡）
- 小長門有希的消失（2015年、分鏡）
- WORKING!!!（2015年、分鏡）
- 变身少女花啦啦（2016年、導演、分鏡）
- 決鬥大師VSRF（2016年、分鏡）
- 我的英雄學院（2016年、分鏡）
- SUPER LOVERS（2016年、導演、分鏡）[4]
- Concrete Revolutio～超人幻想～THE LAST SONG（2016年、分鏡）
- HEYBOT!（日语：ヘボット!）（2016年、導演、分鏡、OP分鏡、ED分鏡）[5]
- SHOW BY ROCK!!#（2016年、分鏡）
- SUPER LOVERS 2（2017年、導演、分鏡）[4]
- 我的英雄學院 新系列（2017年、分鏡）
- 決鬥大師！（2017年、分鏡）
- Flowering Heart 第2期（2017年、導演）[6]
- 血界戰線 & BEYOND（2017年、分鏡）
- 鬼燈的冷徹 第貳期（2017年、分鏡）
- 卡片鬥爭!! 先導者GZ（2017年、分鏡）
- 七美德（2018年、導演、剧本、分镜）[7]
- 我的英雄學院 第3期（2018年、分鏡）
- 音樂少女（2018年、分鏡）
- FAIRY TAIL 最終章（2018年、導演、分鏡、ED1分鏡）
- 黑色五葉草（2019年、分鏡）
- 卡羅爾與星期二（2019年、分鏡）
- BORUTO-火影新世代-NARUTO NEXT GENERATIONS-（2019年、分鏡）
- ACTORS -Songs Connection-（日语：ACTORS）（2019年、分鏡）
- NULL & PETA（2019年、分鏡）
- 籃球少年王（2020年、分鏡）
- 社長，戰鬥的時間到了！（2020年、分鏡）
- 伊甸星原（2021年、總導演、分镜）
- 月光下的異世界之旅（2021年、導演、分鏡、OP分鏡）
- 佐佐木與宮野（2022年、導演、分鏡、ED分鏡）
- 转生就是剑（2022年、導演、分鏡、OP分鏡、ED分鏡）

### OVA
- 殺手阿一 THE ANIMATION EPISODE.0（2002年、導演）
- 守護之心（2003年、OP演出）
- 新·北斗神拳 第弍話（2003年、演出）
- 天罰天使拉比（日语：天罰エンジェルラビィ☆）（2004年、導演）[8]
- 伊里野的天空、UFO的夏天（2005年、分鏡）
- 最終幻想VII 降臨之子 On the Way to a Smile 丹塞爾編（2009年、導演）
- 飛輪少年 黑之羽與沉睡森林（2010年、導演）[9]
- 異世界聖機師物語（2010年、分鏡）
- 文學少女 回憶篇I 天野遠子篇 《夢想少女的前奏曲》（2010年、分鏡）
- FAIRY TAIL 歡迎光臨妖精Hills!!（2011年、導演、分鏡）
- FAIRY TAIL 妖精學園 不良少年與大姐頭（2011年、導演、分鏡）
- FAIRY TAIL 回憶之日（2012年、導演）
- FAIRY TAIL 妖精們的合宿（2012年、導演）
- FAIRY TAIL 心跳不已·龍舌蘭樂園（2013年、導演、分鏡）
- FAIRY TAIL FAIRY TAIL×RAVE聖石小子（2013年、導演、分鏡）
- 精英侵佔（日语：エリートジャック!!） 第1話（2014年、分鏡）
- 精英侵佔 第2話（2014年、分鏡）
- 精英侵佔 第3話（2015年、分鏡）
- 精英侵佔 第4話（2015年、分鏡）
- 精英侵佔 第5話（2015年、分鏡）
- 精英侵佔 第6話（2016年、分鏡）
- SUPER LOVERS OAD1（2017年、導演、分鏡）

### 動畫電影
- 薄櫻鬼劇場版 第一章 京都亂舞（2013年、分鏡）
- 我的英雄學院 THE MOVIE～兩人的英雄～（2018年、分鏡）

## 外部連結
- Shinji Ishihira在互联网电影资料库（IMDb）上的資料（英文）
- 石平信司的X（前Twitter）